# Susanne Guidetti
Susanne Gittel Eleonora Guidetti, född 27 juli 1962, är en svensk arbetsterapeut och professor i arbetsterapi vid Karolinska Institutet.

## Biografi
Susanne Guidetti är uppvuxen i Rimbo och utbildade sig inom vården i slutet av 1970-talet. Under en praktik blev hon intresserad av arbetsterapi och att hjälpa patienter att återgå till ett vardagligt liv efter operationer och andra medicinska tillstånd, och hon valde att utbilda sig till  till arbetsterapeut under 1980-talet. Hon var anställd på Karolinska sjukhuset mellan 1987 och 2012 och arbetade både på klinik med utvecklingsprojekt och med internationell samordning.
Susanne Guidetti tog sin magisterutbildning 1997 och den genomfördes delvis på distans i Kenya, där maken var idrottslärare på svenska skolan i Nairobi. År 2008 disputerade hon vid Karolinska Institutet om metoder för egenvård efter stroke eller ryggmärgsskada med avhandlingen Recapturing self-care after stroke or spinal cord injury: Exploration of experiences and evaluation of a client-centered intervention.
Hon är forskningsledare för Hälsa i vardagen hos personer med neurologiska funktionsnedsättningar (vanligen benämnt som HELD - Health in Everyday Life among people with neurological Disorders).
År 2020 utsågs hon till professor i arbetsterapi vid Karolinska Institutet i Stockholm.
Susanne Guidetti var ledare på Birkagårdens barnkoloni Ivarsudde under somrarna i mer än 30 år från tidigt 1980-tal. Hon är mor till fotbollsspelaren John Guidetti.